# Dewa Shigetō
Dewa Shigetō (出羽重遠) nace en el dominio de Aizu, hijo de un samurai y desde muy joven se enlista en los  Byakkotai.Lucha en la  Batalla de Aizu en la guerra Boshin.

## Biografía
Dewa ingresa luego en la 5.ª clase en la Academia Naval Imperial Japonesa, graduándose 6.º de entre 43 cadetes. Sirve como joven oficial en varios navíos de la novel Armada Japonesa, incluyendo la corbeta Tsukuba, los acorazados Fusō y Naniwa, las cañoneras Hosho y Amagi'.
Entre 1886 y 1890, es oficial ejecutivo en el crucero Takao, y entre 1893 y 1893, capitán del Akagi y el Tatsuta.Participa de la Primera guerra entre China y Japón (1894-95). En 1893, es nombrado Director de la sección de personal en el Ministerio de Marina.
Promocionado a Vicealmirante el 6 de junio de 1904, durante la guerra ruso-japonesa es el comandante del 3.er Escuadrón tomando parte de la Batalla de puerto Arthur y la del Mar Amarillo. En diciembre de 1905, es nombrado Comandante en Jefe y en noviembre de 1906 Director de la Oficina Naval de Educación. El 3 de diciembre de 1907, Dewa es nombrado danshaku (baron) por el sistema kazoku.
En 1912, es promovido a Almirante, siendo la primera persona no proveniente de Satsuma en obtener el grado de Almirante en la armada Imperial Japonesa. La siguiente persona de Aizu en obtener ese grado fue Matsudaira Morio, hijo de Matsudaira Katamori.
En el escándalo de Siemens-Vickers trató de limpiar la imagen de corrupción de la Armada lo que llevó a la caída del gabinete del Almirante Yamamoto Gonnohyōe en marzo de 1914. Dewa se retira del servicio activo en 1925.
En sus últimos años, se dedicó a la construcción de memoriales a los fallecidos en la Batalla de Aizu. Su tumba se encuentra en al Cementerio Aoyama de Tokio.

### Libros
- Andidora, Ronald (2000). Iron Admirals: Naval Leadership in the Twentieth Century. Greenwood Press. ISBN 0-313-31266-4.
- Dupuy, Trevor N. (1992). Encyclopedia of Military Biography. I B Tauris & Co Ltd. ISBN 1-85043-569-3.
- Schencking, J. Charles (2005). Making Waves: Politics, Propaganda, And The Emergence Of The Imperial Japanese Navy, 1868-1922. Stanford University Press. ISBN 0-8047-4977-9.
- Warner, Denis; Warner, Peggy (1974). The Tide at Sunrise: A History of the Russo-Japanese War', 1904-1905. AISN B000OLLNGA: Charterhouse.
- Yamakawa, Kenjirō (1933). Aizu Boshin Senshi. Tokyo: Aizu Boshin Senshi Hensankai.
- Yamakawa, Kenjirō; Munekawa Toraji (1926). Hoshū Aizu Byakkotai jūkyūshi-den. Wakamatsu: Aizu Chōrei Gikai.